# Fortune e sfortune della famosa Moll Flanders
Fortune e sfortune della famosa Moll Flanders (The Fortunes and Misfortunes of the Famous Moll Flanders) è un romanzo di Daniel Defoe pubblicato nel gennaio 1722 con un lunghissimo titolo-sommario: The Fortunes and Misfortunes of the Famous Moll Flanders, &c. Who was Born in Newgate, and during a Life of continu'd Variety for Threescore Years, besides her Childhood, was Twelve Year a Whore, five times a Wife (whereof once to her own Brother), Twelve Year a Thief, Eight Year a Transported Felon in Virginia, at last grew Rich, liv'd Honest, and died a Penitent. Written from her own Memorandums (Le fortune e sfortune della famosa Moll Flanders, ecc. Che nacque a Newgate, e durante una vita di continui cambiamenti per una sessantina d'anni dopo l'infanzia, fu per dodici anni prostituta, cinque volte moglie (compresa una volta con suo fratello), dodici anni ladra, otto anni delinquente deportata in Virginia; alla fine divenne ricca, visse onestamente e morì pentita. Trascritto dalle sue memorie).
Defoe lo scrisse dopo aver lavorato come giornalista ed autore di pamphlet. Nel 1722 era già un romanziere apprezzato, dopo il successo di Robinson Crusoe pubblicato nel 1719. Il suo impegno politico si stava attenuando in seguito alla caduta dei capi politici, sia Tory, sia Whig con i quali era stato in contatto; stava iniziando la sua ascesa Robert Walpole, col cui gruppo Defoe non era mai completamente d'accordo.

## Trama

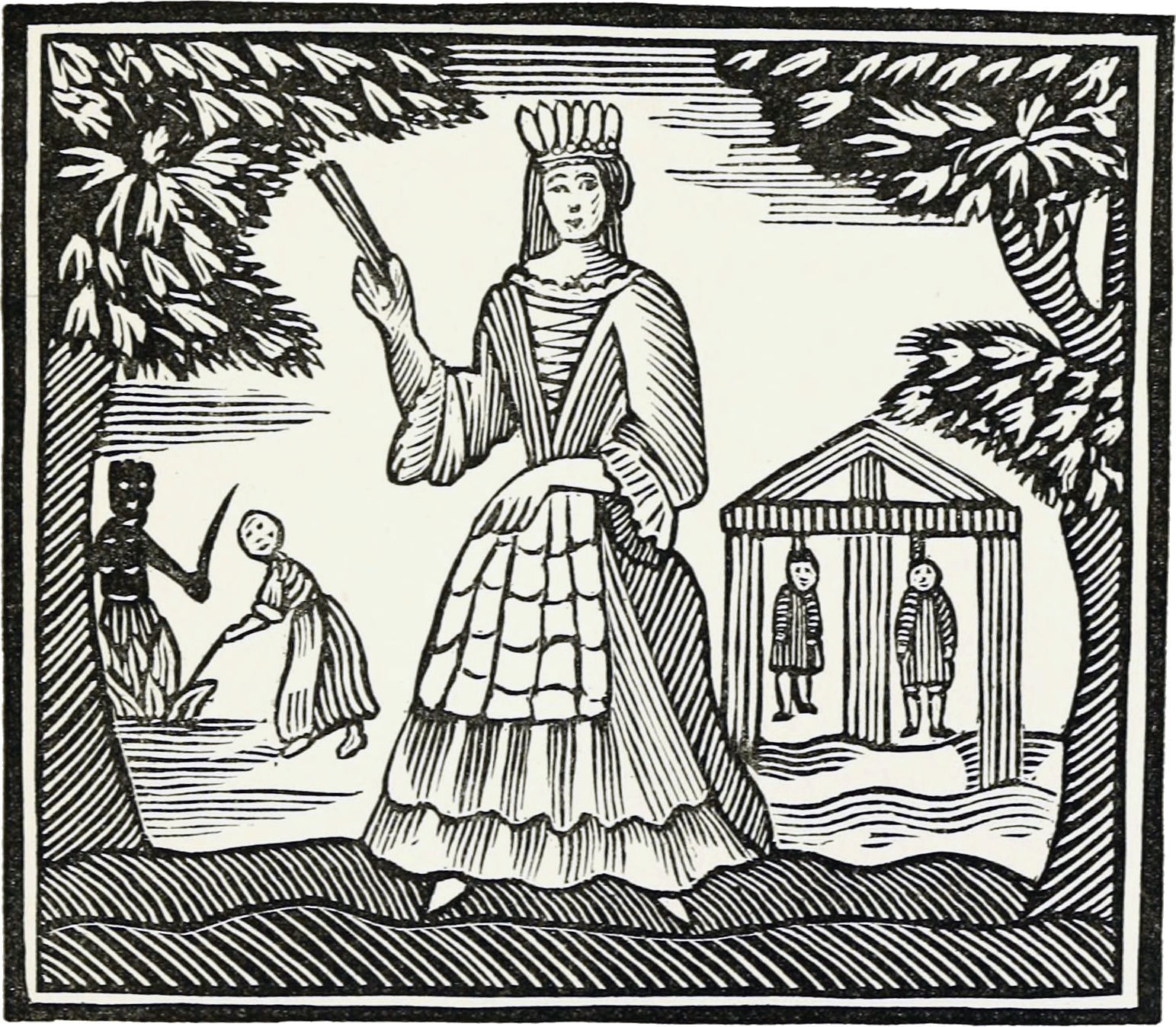
Moll Flanders

La madre di Moll è una reclusa nella prigione ed era un prostituta come la figlia di Newgate che riceve un rinvio "appellandosi al ventre", ovvero invocando la consuetudine di rimandare l'esecuzione per le criminali incinte. La madre viene poi deportata in America e Moll Flanders (questo, lei sottolinea, non è il suo vero nome, che non rivela mai) è allevata fino all'adolescenza da una buona madre adottiva. Alla morte della donna, Betty (questo è il nome che troviamo in questa parte della sua vita) viene accolta presso una famiglia benestante, dove viene amata da entrambi i figli. Il maggiore dei due la convince a "comportarsi come da sposati" a letto, ma poi non vuole sposarla e la convince a sposare il fratello minore che, innamorato di lei, le aveva chiesto ripetutamente di sposarlo. Alla morte del marito, i figli le vengono portati via dai suoceri e lei comincia ad affinare l'abilità di farsi passare per una vedova ricca allo scopo di attrarre un uomo che voglia sposarla e darle la sicurezza.
Due fatti le sconvolgono l'esistenza: dapprima il nuovo marito, un mercante di stoffe, fa bancarotta e fugge sul Continente lasciandola sola con la benevola autorizzazione a dimenticarlo. In seguito incontra un uomo buono e gentile che la sposa, la porta in Virginia e la fa conoscere alla madre. Solo dopo aver concepito con lui due figli, Moll, da alcuni discorsi della suocera sul suo passato, capisce che la donna è in realtà la propria madre naturale e quindi il marito è suo fratello. Tronca perciò il matrimonio e ritorna in Inghilterra, lasciando in America i figli - e va a vivere a Bath. 
Di nuovo si avvale della sua capacità di fingere e a Bath stringe una relazione con un uomo la cui moglie è ricoverata altrove per malattia mentale. L'amicizia è dapprima platonica, ma alla fine Moll diventa una specie di "mantenuta" ad Hammersmith (Londra). I due si innamorano davvero e hanno un figlio:  dopo una grave malattia l'uomo però si pente, rompe il rapporto e si dedica a sua moglie promettendo però di prendersi cura del figlio che ha avuto con Moll.
Moll, che ormai ha quarantadue anni, incontra a Londra un banchiere sposato ad una moglie adultera (una "prostituta"); egli le propone il matrimonio dopo che lei gli ha affidato il proprio denaro. In attesa del divorzio del banchiere, Moll si trasferisce a nord perché la vita a Londra è troppo cara. Nel Lancashire entra in confidenza con dei cattolici che cercano di convertirla; lei ne sposa uno, J. E., che pare sia ricco. Ben presto Moll si rende conto che egli si aspettava di ricevere da lei una ricca dote, che lei nega di avere. Si scopre, infatti, che faceva tutto parte di una truffa: J. e sua sorella, che in realtà non è sua sorella, avevano un piano per truffare una donna ricca e convincerla a sposare J., che è sull'orlo del lastrico. Ma la donna, forse ingannata dalle chiacchiere, ha mentito sulla quantità di denaro posseduta da Moll ha dato il colpo di grazia alle finanze di J. avendolo indotto a spendere per ostentare ricchezza durante il corteggiamento di Moll e inoltre ha incassato una somma di denaro per aver trovato a J. una moglie presumibilmente ricca. Questo lo induce ad ammettere che l'ha sposata con l'inganno, facendole credere di aver denaro che in realtà non possiede. Egli è infatti un gentiluomo decaduto. Dispiaciuto per l'inganno, decide di partire per l'Irlanda per cercare fortuna e lascia a Moll una piccola somma per il viaggio a Londra. Ma la mattina dopo torna da lei, e decidono di vivere insieme fino a quando sarebbe stato possibile col denaro rimasto. Moll quindi pensa di andare in Virginia a ricominciare una vita lì, ma il marito pensa ancora di fare fortuna in Irlanda. Quindi parte dicendole di risposarsi, se fosse riuscita a trovare marito prima del suo ritorno e le dice ugualmente che Moll erediterà tutto il denaro che dovesse capitargli di possedere (a questo punto, lei fa il suo nome). Moll non ha più notizie di J. ma invece il banchere le annuncia che le pratiche di divorzio sono complete. Benché di nuovo incinta, Moll gli fa credere di essere disponibile avendo perso le speranze che suo marito ritorni. Quando partorisce, la levatrice concede uno sconto di tre quote sul costo del parto, attribuendo un livello di prezzo a ciascuna classe sociale.
Quando la moglie del banchiere si uccide a causa del divorzio, il figlio di Moll nasce; Moll lo affida ad una donna di campagna per la somma di 5 sterline l'anno. Ora Moll sposa il banchiere, ma pensa: "Che creatura infame sono! e come sarà ingannato da me questo gentiluomo innocente!" Non le piace che il matrimonio sia celebrato di notte in una locanda il cui gestore è anche un ministro del culto, solo un'ora dopo aver acconsentito al matrimonio. Durante il soggiorno in albergo dopo il matrimonio, tre gentiluomini si fermano a soggiornare per una notte e Moll riconosce J., ma non si fa riconoscere da lui. Si scopre più tardi che tre ladri sono ricercati per aver aggredito una carrozza e si sospetta che siano i tre che ormai hanno già lasciato la locanda. Moll parla a favore di J. dichiarando di averlo conosciuto come un gentiluomo del Lancashire.
Il marito muore cinque anni dopo, essendosi ammalato di depressione per aver perso una grossa somma di denaro per un cattivo investimento e Moll ha avuto altri due figli da lui.
In preda alla disperazione, cerca di sopravvivere con quello che può vendendo a poco a poco tutto quello che le resta finché non cede alla tentazione del primo furto e da qui inizia una carriera di furto con astuzia: usando bellezza, spirito, fascino e femminilità, oltre a insensibilità e cattiveria, raggiunge la sicurezza economica che ha sempre cercato. La merce rubata viene rivenduta dalla levatrice che la aiutò a partorire anni prima, che lavora anche come ricettatrice. In questo periodo le viene affibbiato il nome di Moll Flanders, pur non avendo lei niente a che fare con la famosa ladra. Moll giunge a derubare una famiglia nella casa in fiamme, poi un uomo che successivamente diventerà il suo amante e da cui sarà mantenuta per qualche tempo, e dopo essere sfuggita a mille pericoli viene arrestata viene mandata nella prigione di Newgate a Londra (come era accaduto all'autore vent'anni prima) per essere entrata in una casa la cui porta era aperta e aver cercato di rubare delle stoffe.
Passa diverso tempo in prigione e in questo periodo la sua amica levatrice si dà molto da fare per evitarle la pena capitale. Contemporaneamente, si ricongiunge alla sua "anima gemella", J., il "marito del Lancashire", pure imprigionato per i suoi furti (avvenuti, lui ammette, prima e dopo il loro primo incontro). Lei è dichiarata colpevole di crimine grave ma non di furto con scasso (la seconda accusa); tuttavia, è ugualmente condannata a morte. Ma riesce a convincere un sacerdote del suo pentimento, e col marito del Lancashire è deportata nelle Colonie americane per evitare l'impiccagione. Grazie alla sua amica, i suoi beni vengono caricati sulla nave insieme a lei e corrompendo le persone giuste riesce a farsi comprare da un proprietario terriero solo nominalmente e, attraverso di lui, ad acquistare una proprietà in Virginia. Una volta là, apprende che sua madre le ha lasciato una piantagione di cotone e che uno dei figli che ha avuto da suo fratello è vivo, così come il fratello/marito. Moll cerca di contattarlo ma la lettera viene intercettata dal figlio che, felicissimo di rivederla, le cede quello che le spetta dell'eredità. Visto che il fratello è diventato vecchio ed irritabile Moll decide che è meglio non incontrarlo. All'inizio non dice a J. che quello è suo figlio, spacciandolo per un cugino, ma successivamente gli racconta tutta la verità. Moll e J. quindi vivono felici in Maryland e il libro si conclude con Moll di quasi settanta anni e J. di sessantotto che vivono modestamente in Inghilterra (hanno deciso di tornare dopo anni) per espiare il loro passato.

## Temi principali
Alcuni ritengono che la vicenda sia una rappresentazione narrativa del capitalismo, date le numerose allusioni al denaro, ai contratti e ad altri argomenti legati alla moneta. Tutto, comprese le persone, ha un valore monetario. Questo può dare al lettore la sensazione della personalità calcolatrice di Moll. Il capitalismo però non divenne un concetto familiare se non molto più tardi; è dunque meglio ritenere che Defoe, che fu lui stesso carcerato a Newgate e spia, rappresenti piuttosto la vita sociale del XVIII secolo.
Moll Flanders spesso spinge il lettore a chiedersi se fare qualcosa di immorale per bisogno sia veramente immorale; tuttavia, il lettore non dovrebbe sottovalutare che alcuni suoi tratti caratteriali, come la predisposizione al pragmatismo e l'arroganza (palese nella tendenza a giustificare ideologicamente anche le sue azioni più riprovevoli) sono palesi fin da subito e non sono qualità che lei acquisisce col tempo e col moltiplicarsi delle sue sventure, inoltre le sue cattive azioni sono raccontate in modo distorto dalla retorica del libro, tale da suscitare compassione anche quando ella intenzionalmente danneggia le persone migliori per trarne vantaggio.

## Significato letterario e critica
Il libro è stato definito romanzo picaresco e moralistico e in effetti entrambe le definizioni sono giuste. Per quanto riguarda l'aspetto picaresco, Moll è un personaggio di classe inferiore che si muove in mezzo ai ricchi e mette a nudo la loro vanità e vacuità. Tuttavia, come racconto morale il romanzo si può leggere in due modi diversi. Da un lato, la storia di Moll potrebbe essere tragica in senso classico: si macchia di un'unica colpa di hybris in quanto desidera essere una signora - posizione alla quale non ha diritto - e commette adulterio, si prostituisce, abbandona i figli e commette incesto nello sforzo di elevarsi a quella condizione, solo per essere condotta alla confessione, al perdono e a vivere una vita "perbene" nella classe media. D'altro lato, potrebbe anche esser letta come la storia di una donna il cui delitto è la autosufficienza e la mancanza di obbedienza cristiana; essa perciò commette delitti per la sua volontà peccaminosa; può raggiungere la prosperità e la pace solo con la confessione, la redenzione e la sottomissione alla divinità. Così il romanzo esplora entrambe le ideologie contemporanee del XVIII secolo: conservatrice e progressista.
Daniel Defoe era puritano. Le sue vedute sono chiare, in quanto egli crede nel lavoro duro, nella devozione e nell'opera della provvidenza come grazia, e ne scrive.
Ci si chiede, tuttavia, in che luce Defoe intendesse presentare il personaggio di Moll. Il romanzo, che dedica molte pagine al crimine e al peccato, e pochissime al pentimento o al rimorso, porta il lettore a mettere in discussione il desiderio di perdono di Moll. Ella è dunque un personaggio ambivalente ed effettivamente la sua narrazione vede progressivamente il rifiuto della spiritualità e il trionfo del materialismo estremo, che disumanizza sia lei stessa che la sua visione delle persone con cui ha a che fare. Alcuni hanno anche ipotizzato che Defoe intendesse far soldi con il libro attraverso le scabrosità. Queste osservazioni spesso alludono alla prefazione, in cui l'autore parla di "idee lascive" e "termini impudichi" che potrebbero indurre il pubblico a leggere l'opera per divertimento scandaloso invece che per valori morali.
Nel romanzo si uniscono l'interesse di Defoe per le narrazioni di conversione e la sua esperienza e attenzione per le attività criminose. Il successo di Moll Flanders arrecò vantaggio alla reputazione dell'autore. Egli in precedenza aveva scritto per vari giornali articoli su criminali, e Moll Flanders fece aumentare i suoi compensi come biografo di delinquenti. Poco dopo la pubblicazione di Moll Flanders, scrisse due diverse biografie, di Jack Sheppard, rapinatore cockney, nel 1724, e di Jonathan Wild, nel 1725. Sempre nel 1724, Defoe riprese l'argomento delle donne "perdute" con Lady Roxana, ancora più scabroso di Moll Flanders. La vita di Moll Cutpurse ("tagliaborse"), che è nominata nel libro, certamente ispirò Defoe, anche se il personaggio è assai diverso da Moll Flanders.
Dal punto di vista degli storici, Moll Flanders fornisce notevoli informazioni su vita, abitudini e punizioni del mondo criminale. Oltre ad essere una delle poche descrizioni particolareggiate della vita nella Zecca (The Mint), è anche una delle migliori rappresentazioni narrative della vita nel carcere di Newgate, delle pene per la prostituzione (oltre ad essere il racconto di una prostituta qualsiasi), e del modo in cui si considerava l'America all'inizio del XVIII secolo. Il romanzo fa in certo senso propaganda a favore dell'emigrazione, in quanto ritrae l'America come un luogo di pace, tolleranza religiosa ed opportunità. La rappresentazione puritana di Defoe risulta ingenua se confrontata con rappresentazioni successive (ad esempio nel Villaggio abbandonato di Oliver Goldsmith). Benché Defoe sia un testimone non obiettivo, Moll Flanders ha un grande valore per la storia della cultura occidentale.

## Edizioni
- The Fortunes and Misfortunes of the Famous Moll Flanders, &c. Who was Born in Newgate, and during a Life of continu'd Variety for Threescore Years, besides her Childhood, was Twelve Year a Whore, five times a Wife (whereof once to her own Brother), Twelve Year a Thief, Eight Year a Transported Felon in Virginia, at last grew Rich, liv'd Honest, and died a Penitent. Written from her own Memorandums, London: W. Chetwood, 1722 (Google books, 3rd edition, 1722)
- Moll Flanders, Collezione Resurgo, Torino: A. B. C., 1935
- Fortune e sfortune della famosa Moll Flanders, traduzione di Cesare Pavese, Coll. Narratori stranieri tradotti n. 2, Torino, G. Einaudi, 1938  [ABC, Torino, 1935].
- Fortune e sfortune della famosa Moll Flanders, traduzione di Ugo Dèttore, Coll. BUR n. 726-729, Milano, Rizzoli, 1953.
- Moll Flanders, traduzione di Giuseppe Trevisani, Coll. Garzanti per tutti n. 3, Milano, Garzanti, 1965.
- Avventure e disavventure della famosa Moll Flanders, traduzione di Itala Vivan, Coll. I grandi della letteratura n. 21, Milano, F.lli Fabbri, 1968. - Milano, Bompiani, 2001, ISBN 978-88-45-24874-0.
- Diario segreto di una donna traviata, traduzione di Giorgio Doc, Coll. I classici condannati, Torino, MEB, 1968.
- Moll Flanders, traduzione di Maria Lucioni Diemoz, prefazione e cura di Agostino Lombardo, Coll. I classici della letteratura n. 15, Roma, Editori riuniti, 1968. - Roma, Newton Compton, 1993-2017.
- Moll Flanders, traduzione di Anna Gerola, Ginevra, Edizioni Ferni, 1974.
- Fortune e sfortune della famosa Moll Flanders, Disegni di Laura Scarpa; sceneggiatura di Antonio Tettamanti, Milano, Ottaviano, 1979.
- Moll Flanders, traduzione di Antonio Bibbò, Collana Universale Economica.I Classici, Milano, Feltrinelli, 2017, ISBN 978-88-079-0270-3.

## Adattamenti
Su questo romanzo sono basati alcuni film. Internet Movie Database ha informazioni su cinque adattamenti, nessuno dei quali, secondo tale fonte, tenta di catturare l'intera trama del romanzo, anche se lo sceneggiato del 1996, di quattro ore, include la maggior parte dei punti salienti.
- La trasposizione cinematografica del 1965 intitolata Le avventure amorose di Moll Flanders fu interpretata da Kim Novak (Moll), Richard Johnson (Jemmy), Angela Lansbury (Lady Blystone), con George Sanders nella parte del banchiere, e Lilli Palmer in quella di Dutchy.
- Nel 1970 la rivista erotica Caballero pubblica la trasposizione in fotoromanzo dell'opera, interpretata da Laura Antonelli.
- Un adattamento televisivo in due parti della BBC (1974), curato da Hugh Whitemore, con la regia di Donald Mcwhinnie, fu interpretato da Julia Foster e Kenneth Haigh.
- Un adattamento musicale fu registrato nel 1993, con Josie Lawrence come protagonista.
- Un adattamento americano successivo è il film Moll Flanders del 1996, interpretato da Robin Wright Penn (Moll) e Morgan Freeman (Hibble), con Stockard Channing nella parte della signora Allworthy. Questo adattamento è molto libero rispetto alla trama originale, della quale molti elementi mancano.
- Un secondo adattamento televisivo inglese, trasmesso da ITV nel 1996, intitolato "Fortune e sfortune di Moll Flanders", è interpretato da Alex Kingston (Moll) e Daniel Craig (Jemmy).
- Nel 2007 il regista Ken Russell si è dedicato a una nuova versione cinematografica, con Lucinda Rhodes-Flaherty (Moll) e Barry Humphries.